# مشکل اسکان‌ثورپ

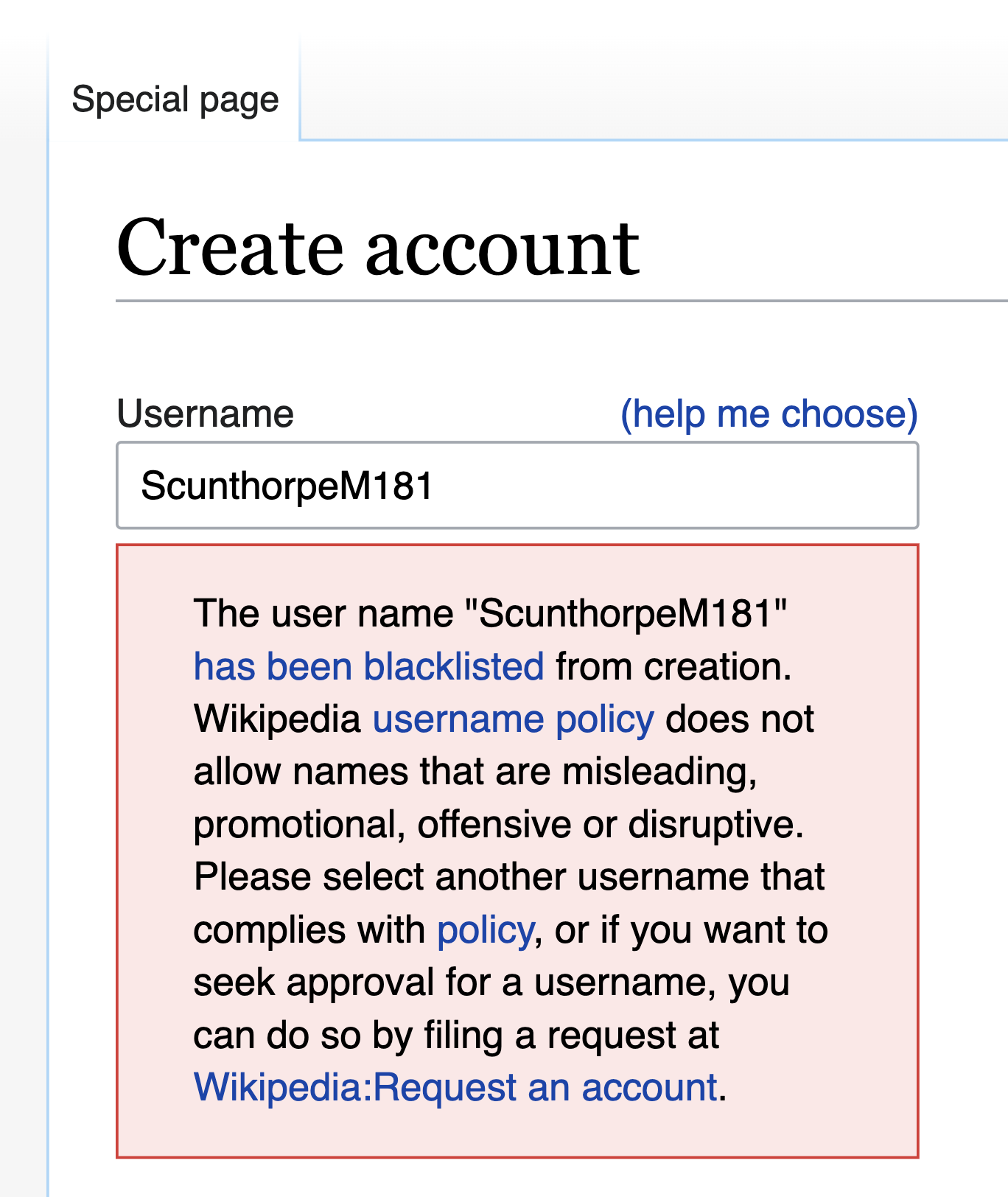
نمونه ای از مشکل اسکان‌ثورپ در ویکی‌پدیا به دلیل مطابقت با عبارت باقاعده

مشکل اسکان‌ثورپ مسدود کردن ناخواسته وب‌سایت‌ها، نامه‌های الکترونیکی، ارسال‌های فروم‌ها یا نتایج جستجو توسط فیلتر هرزنامه یا موتورهای جستجو به خاطر اینکه متن آنها حاوی رشته ای از حروف است که به نظر می‌رسد معنایی ناپسند یا غیرقابل قبول دارند است. نام‌ها، اختصارات و اصطلاحات فنی تحت تأثیر این مسئله هستند.
این مشکل از آنجا به‌وجود می‌آید که رایانه‌ها می‌توانند رشته‌های متن را به راحتی در یک سند شناسایی کنند، اما تفسیر نوع این کلمات به توانایی قابل توجهی در تفسیر طیف گسترده‌ای از زمینه‌ها، احتمالاً در بسیاری از فرهنگ‌ها، احتیاج دارد، که کاری بسیار دشوار است. در نتیجه، قوانین گسترده مسدود کردن ممکن است منجر به مثبت کاذب عبارات بدون مشکل شود.

## خاستگاه و تاریخچه
این مشکل به دلیل حادثه ای در سال ۱۹۹۶ نامگذاری شد که در آن فیلتر ناسزاگویی AOL از ایجاد حساب برای ساکنان شهر اسکان‌ثورپ، شمال لینکلنشایر در انگلیس جلوگیری می‌کرد، زیرا نام شهر حاوی زیررشته " cunt " (به معنی «کس») است. در اوایل سال ۲۰۰۰ ظاهراً فیلترهای انتخاب جستجوی امن گوگل همان اشتباه را مرتکب شدند و باعث شدند افراد نتوانند به دنبال مشاغل محلی یا پیوندهایی باشند که Scunthorpe را به نام خود وارد کرده‌اند.

## دیگر موارد مشاهده شده
- در آوریل ۱۹۹۸، جف گلد تلاش کرد تا نام دامنه shitakemushrooms.com را ثبت کند، اما به دلیل داشتن shit (گه) این درخواست رد شد.[۳] (Shitake از نام ژاپنی برای قارچ خوراکی است edodes Lentinula .)
- در سال ۲۰۰۰، یک خبر اخبار تلویزیونی کانادا در مورد نرم‌افزار فیلتر کردن وب دریافت که وب سایت جامعه شهری مونترال (Communauté urbaine de Montréal، به زبان فرانسه) کاملاً مسدود شده‌است زیرا نام دامنه آن که مخفف نام فرانسوی آن بود (www.cum.qc.ca)[۴] " cum " (در میان سایر معانی) عامیانه انگلیسی زبان برای منی است.
- در فوریه ۲۰۰۴ در اسکاتلند، Craig Cockburn گزارش داد که قادر به استفاده از نام خانوادگی خود (که در آن کلمه cock به معنی کیر دارد) با اوت‌لوک نیست. وی به‌طور جداگانه با ایمیل محل کار خود مشکل داشت زیرا عنوان شغلی وی، software specialist، حاوی رشته Cialis بود که داروی اختلال نعوظ است که معمولاً در نامه‌های اسپم پیدا می‌شود. هاتمیل در ابتدا به او گفت نام C0ckburn را استفاده کند (به جای حرف "o" با صفر)، اما بعداً ممنوعیت را لغو کرد.[۵] در سال ۲۰۱۰ او با ثبت نام در وب سایت BBC مشکل مشابهی را داشت.[۶]
- در فوریه ۲۰۰۶، در ابتدا مانع ثبت نام لیندا کالاهان (Linda Callahan) در یاهو شد. زیرا آدرس ایمیل حاوی الله است. یاهو بعداً ممنوعیت را لغو کرد.[۷]
- در ژوئیه ۲۰۰۸، دکتر Herman I. Libshitz اعلام کرد نمی‌تواند یک آدرس ایمیل حاوی نام خود را در ورایزن ثبت‌نام کند چرا که نام خانوادگیش را شامل زیررشته shit (گه) است، و ورایزن در ابتدا درخواستش را برای یک استثنا را رد کرد. در بیانیه بعدی، سخنگوی ورایزن به دلیل عدم تأیید نشانی آدرس ایمیل مورد نظر عذرخواهی کرد.[۸]
- در اوت ۲۰۱۸، Natalie Weiner در شبکه‌های اجتماعی گزارش داد که قادر به ایجاد حساب کاربری برای خود در یک وب سایت نیست، زیرا نام خانوادگی او کلمه ای است که به عنوان عامیانه آلت تناسلی مرد استفاده می‌شود. گزارش شد که «صدها» نفر پاسخ دادند و گفتند که این مسئله بر آنها نیز تأثیر می‌گذارد. اسامی پاسخ دهندگان شامل Ben Schmuck (نام خانوادگی کلمه ای ییدیش برای «آلت تناسلی مرد» است) و Arun Dikshit است (نام خانوادگی سانسکریت برای کسی است که آموزش می‌دهد یا دانش را فراهم می‌کند، اما حاوی کلمه shit به معنی گه است).[۹][۱۰][۱۱] مقالاتی که این موضوع را پوشش می‌دادند اظهار داشتند که این یک مشکل فنی رایج و بسیار دشوار است که در حال حاضر هیچ راه حل قوی برای آن در دسترس نیست.